# Rejon sudogodski
Rejon sudogodski (ros. Судогодский район) – jednostka administracyjna wchodząca w skład Obwodu włodzimierskiego w Rosji.
Blisko 70 proc. rejonu porastają lasy, a główną jego rzeką jest Sudogda wraz z dopływami. W granicach obszaru, poza centrum administracyjnym Sudogdą, usytuowane są m.in. miejscowości: Andriejewo, Wiatkino, Gołowino, Ławrowo, Moszok, Muromcewo, Dubionki.